# Kiss FM (nationale)
Ne doit pas être confondu avec Kiss FM (Cannes).
Pour les articles homonymes, voir Kiss FM.
 (février 2012).

Kiss FM est une ancienne station de radio musicale privée, fondée par Georges Polinski et disparue en 1991 lors de sa fusion avec Metropolys, puis de la constitution en 1992 du réseau M40. Elle devient par la suite RTL2.
Le format musical de Kiss FM aujourd'hui pourrait être assimilé à un format pop-rock, avec une variante très Rock à partir de 21 h avec Bernard Lenoir et Nicolas Lespaule.

## Histoire
L'histoire débute lorsque Georges Polinski, fondateur de Radio Nantes, achète Radio Libre Bordeaux à G. Lanao. Le 1er janvier 1986 débute Kiss FM, avec pour slogan « le grand frisson », sur le 90.8 FM. Les années suivantes, Kiss FM ouvre des fréquences dans la région Aquitaine. Sur 33 radios bordelaises, Kiss FM arrive en 3e position en 1987. La station entreprend la création d'un réseau FM national à partir d'anciennes fréquences du réseau CFM reprises entre-temps par RFM. Canal+ est associé au capital de Kiss FM de 1987 à 1989.
En trois ans d'existence, Kiss FM aura marqué une génération d'auditeurs,[réf. nécessaire] permettant également l'éclosion d'animateurs comme Arthur.
En 1990, Jean-Claude Nicole, le patron du groupe « La Suisse » et actionnaire majoritaire de Kiss FM (aux côtés de Canal + et de GPT), se retire de Kiss FM assez brutalement alors que la radio n'a pas encore atteint son point d'équilibre financier. Pour sauver les meubles, Kiss FM fusionne avec le réseau nordiste Métropolys et devient Kiss Metropolys le 8 mars 1990 avec un format plus « dance » destiné aux 20-30 ans, en rupture de celui de Kiss. Le réseau possède alors 118 fréquences en France, Belgique et Suisse. 
En août 1991, la Compagnie luxembourgeoise de télédiffusion (CLT), maison mère de RTL qui est propriétaire du réseau Maxximum, la SER (filiale du groupe de presse Prisa) et actionnaire de Kiss Metropolys, décident la fusion de Maxximum et Kiss Metropolys, annoncée à l'antenne des deux radios le 30 décembre 1991. Le 6 janvier 1992, le nouveau réseau laisse place à la station M40.
La programmation musicale de M40 au format pop rock change par rapport à celle de Maxximum et de Metropolys sans répondre aux attentes des anciens auditeurs et sans en trouver de nouveaux. En 1995, M40 devient RTL1, sans demander l'accord au CSA. Après une plainte d'Europe 1, qui juge le nom trop proche du sien, RTL1 est rebaptisée RTL2.